# Frangula glaberrima
Frangula glaberrima là một loài thực vật có hoa trong họ Táo. Loài này được (Peyron) Grubov mô tả khoa học đầu tiên năm 1949.